# Drypetes bipindensis
Espèce
Synonymes
- Cyclostemon bipindensis Pax[1]

Drypetes bipindensis est une espèce de plantes à fleurs de la famille des Euphorbiaceae selon la classification de Cronquist ou de la famille des Putranjivaceae selon la classification phylogénétique. C'est un arbuste originaire d'Afrique.
Son épithète spécifique fait référence à Bipindi, une localité au sud du Cameroun.

## Description
C’est un arbuste de 6 à 8 m de haut, à branches ramifiées.

## Habitat
Il pousse dans les forêts tropicales à 1 220-1 520 mètres d’altitude de l’Afrique de l’Ouest jusqu’en Ouganda.